# Nick Amaro
 (janvier 2025).
Si vous disposez d'ouvrages ou d'articles de référence ou si vous connaissez des sites web de qualité traitant du thème abordé ici, merci de compléter l'article en donnant les références utiles à sa vérifiabilité et en les liant à la section « Notes et références ».
Pour les articles homonymes, voir Amaro.
Nick Amaro est un personnage de fiction apparaissant dans la série télévisée New York, unité spéciale, interprété par l'acteur Danny Pino et doublé en version française par Xavier Fagnon. Il est le nouvel équipier d'Olivia Benson et aura la lourde tâche de faire oublier son ancien partenaire Elliot Stabler, parti définitivement de l'unité à la suite de sa démission.

## Biographie
Il fait sa première apparition dans l'unité au cours de la treizième saison, auparavant sous les Stups comme Odafin Tutuola à l'époque où il a connu pas mal de succès. Originaire du New Jersey, il est marié à Maria Grazie Amaro, femme militaire basée à l'étranger, et papa de Zara, fille de 4 ans. Au cours de la saison, sa relation avec son épouse n'est pas très bonne : d'une part à cause de la distance qui les sépare, d'autre part elle se dégrade de plus en plus, lorsque cette dernière fait son retour à New York. Il suspecte d'abord une infidélité de la part de sa femme, ce qui creuse un grand fossé entre eux, puis celle-ci finit par accepter un travail à Washington et décide d'emmener sa fille avec elle. La saison suivante, au cours d'une enquête où il doit témoigner au procès, il retrouve une femme du nom de Cynthia Mancheno, avec qui il a eu une affaire, lors d'une infiltration. Quelques heures plus tard, en recevant une assignation pour une pension alimentaire, il découvre être le père d'un garçon prénommé Gilberto. Petit à petit, il tissera des liens très forts avec ce dernier.
Lors de son arrivée à l'unité spéciale pour les victimes, il est directement assigné comme partenaire à Olivia Benson : cependant, un conflit s'est installé entre eux, car elle ne veut pas d'un autre équipier depuis le départ d'Elliot Stabler. Hélas, il se voit confier la lourde tâche de faire oublier ce dernier auprès de ses nouveaux collègues.
Au fur et à mesure de la saison, Olivia commencera enfin à faire confiance à son nouveau coéquipier, jusqu'au jour où Maria décide de partir vivre à Washington avec sa fille, ce qui le pousse à prendre ses distances avec son équipière, allant jusqu'à demander à changer de partenaire de travail. Au retour du capitaine Cragen (suspendu), celui-ci décide de reformer les équipes, comme au tout début, remettant donc Benson & lui ensemble. Depuis, leur relation évolue en amitié, parlant mutuellement de leur vie privée et se soutenant l'un et l'autre. Cependant, il découvre, à sa grande surprise, que sa coéquipière a une relation amoureuse avec Brian Cassidy, l'ancien partenaire de John Munch au sein de l'unité spéciale et qui, aujourd'hui, travaille comme un simple policier, après des années d'infiltration. Les deux hommes auront une relation houleuse, mais font quand même passer leur travail avant leur inimitié.
Lors d'une enquête, il se fait tirer dessus à bout portant par Henry Mesner, un enfant sociopathe de 10 ans, mais est sauvé par son gilet pare-balles et met Henry hors d'état de nuire sans l'abattre, refusant de tirer sur un enfant.
Lorsque Olivia s'intéresse à Noah Porter, il va l'encourager et la soutenir dans sa volonté d'adoption.
Dans la plupart des affaires, il arrive à se mettre les affaires internes sur le dos, comme en ayant tiré sur un ado de 14 ans sans arme, en essayant de frapper 4 hommes avec une batte de base-ball (lorsque des coups de feu ont été tirés chez lui alors qu'il était avec sa fille Zara) et en corrigeant un innocent dans une cour d'école. Malgré les poursuites dans ces affaires, il a finalement été blanchi.
C'est dans l'épisode Tout a une fin... (saison 16, épisode 23) qu'il fera sa dernière apparition. Après avoir abattu Johnny D, le père biologique de Noah qui l'a blessé à la jambe, il prend la décision de mettre un terme à sa carrière de policier, afin de profiter d'une retraite anticipée, où il touchera 75 % de son salaire. Olivia ayant réussi à adopter officiellement Noah, il est invité chez elle pour fêter cet événement, avec Amanda, Fin, Rafael Barba, Lucie la baby-sitter & Dominick Carisi.